# Проблем нервозних пушача
У информатици, проблем нервозних пушача је пример проблема у области конкурентног програмирања. Први га је описао индијско-амерички академик Сухас Патил, 1971. године. Патил је искористио доказ из Петријеве мреже и утврдио да решење које користи семафоре Едсгера Дајкстре није могуће, те да је неопходна сложенија примитива за синхронизацију.

## Опис проблема
У систему постоји један агент и три нервозна пушача. Агент поседује три неопходна предмета за лечење нервозе: папир, дуван и шибице. Један од пушача има бесконачне залихе папира, други дувана, а трећи шибица. Агент почиње тако што два различита предмета ставља на сто, један по један. Пушач, коме баш та два предмета недостају, узима их, завија и пали цигарету и ужива. Након тога обавештава агента да је завршио, а агент онда ставља два нова предмета на сто, итд.

## Пример решења
Пример решења применом условних критичних региона у конкурентном Паскалу:
```
program
 
CigaretteSmokers
;

type
 
table
 
=
 
record

                
paper
,
 
tobacco
,
 
matches
 
:
 
boolean
;

                
ok
 
:
 
boolean
;

             
end
;

var
 
p
 
:
 
shared
 
table
;

procedure
 
Agent
;

var
 
n
 
:
 
integer
;

begin

    
while
 
(
true
)
 
do
 
begin

        
n
 
:=
 
random
(
2
)
;
 
//slucajni broj

        
region
 
p
 
do
 
begin

            
case
 
n
 
of

            
0
:
 
begin

                
p
.
paper
 
:=
 
false
;

                
p
.
tobacco
 
:=
 
true
;

                
p
.
matches
 
:=
 
true
;

            
end
;

            
1
:
 
begin

                
p
.
paper
 
:=
 
true
;

                
p
.
tobacco
 
:=
 
false
;

                
p
.
matches
 
:=
 
true
;

            
end
;

            
2
:
 
begin

                
p
.
paper
 
:=
 
true
;

                
p
.
tobacco
 
:=
 
false
;

                
p
.
matches
 
:=
 
false
;

            
end
;

            
else
 
;

            
end
;

            
await
(
p
.
ok
)
;

            
p
.
ok
 
:=
 
false
;

        
end
;

    
end
;

end
;

procedure
 
SmokerWithMatches
;

begin

    
while
 
(
true
)
 
do
 
begin

        
region
 
p
 
do
 
begin

            
await
(
p
.
paper
 
and
 
p
.
tobacco
)
;

            
p
.
paper
 
:=
 
false
;

            
p
.
tobacco
 
:=
 
false
;

        
end
;

        
enjoy
;

        
region
 
p
 
do

            
p
.
ok
 
:=
 
true
;

    
end
;

end
;

procedure
 
SmokerWithTobacco
;

begin

    
while
 
(
true
)
 
do
 
begin

        
region
 
p
 
do
 
begin

            
await
(
p
.
paper
 
and
 
p
.
matches
)
;

            
p
.
paper
 
:=
 
false
;

            
p
.
matches
 
:=
 
false
;

        
end
;

        
enjoy
;

        
region
 
p
 
do

            
p
.
ok
 
:=
 
true
;

    
end
;

end
;

procedure
 
SmokerWithPaper
;

begin

    
while
 
(
true
)
 
do
 
begin

        
region
 
p
 
do
 
begin

            
await
(
p
.
tobacco
 
and
 
p
.
matches
)
;

            
p
.
matches
 
:=
 
false
;

            
p
.
tobacco
 
:=
 
false
;

        
end
;

        
enjoy
;

        
region
 
p
 
do

            
p
.
ok
 
:=
 
true
;

    
end
;

end
;

begin

    
p
.
paper
 
:=
 
false
;

    
p
.
tobacco
 
:=
 
false
;

    
p
.
matches
 
:=
 
false
;

    
p
.
ok
 
:-
 
false
;

    
cobegin

        
Agent
;

        
SmokerWithPaper
;

        
SmokerWithTobacco
;

        
SmokerWithMatches
;

    
coend
;

end
.

```

Функција rand(2) генерише случајни број у опсегу од 0 до 2. 
Конкурентност овог решења би се могла повећати уколико би се дозволило да се формирање новог скупа артикала обавља упоредно са коришћењем артикала из претходне итерације. У том случају би се променио једино код за агенте.